# Kelleys Island
Kelleys Island é uma ilha e uma vila localizada no Lago Erie no estado norte-americano de Ohio, no Condado de Erie.

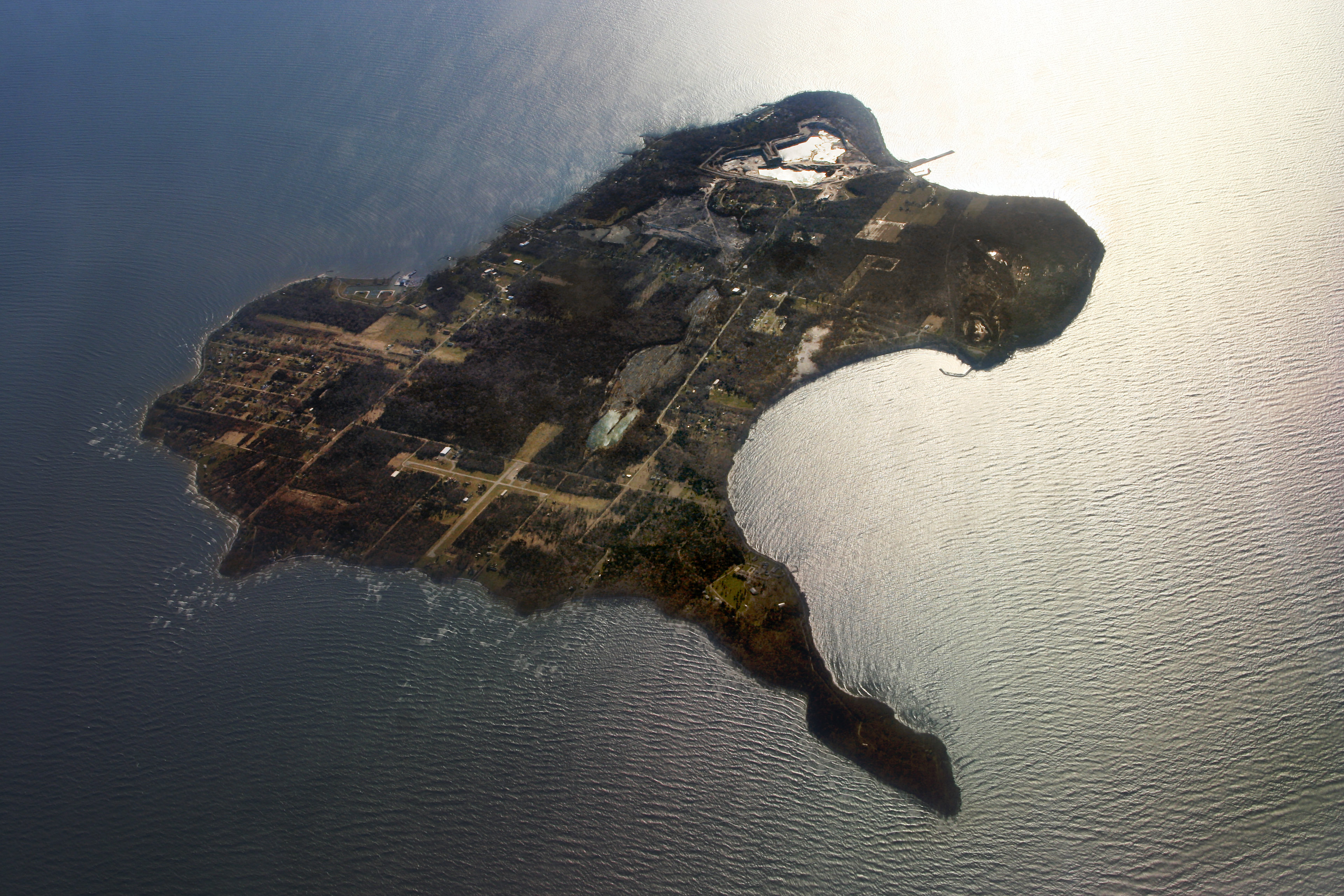
Vanuit de lucht
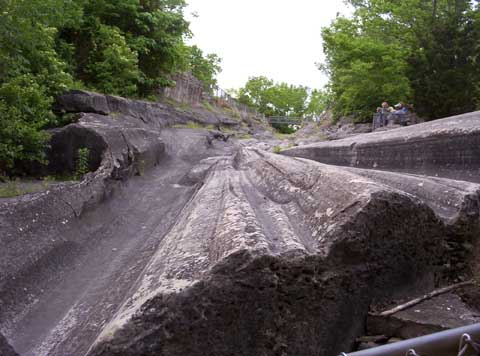
Erosie

## Demografia
Segundo o censo norte-americano de 2000, a sua população era de 367 habitantes.
Em 2006, foi estimada uma população de 383, um aumento de 16 (4.4%).

## Geografia
De acordo com o United States Census Bureau tem uma área de
12,0 km², dos quais 11,8 km² cobertos por terra e 0,2 km² cobertos por água. Kelleys Island localiza-se a aproximadamente 182 m acima do nível do mar.

## Localidades na vizinhança
O diagrama seguinte representa as localidades num raio de 20 km ao redor de Kelleys Island.